# Talgara nikolaevi
Talgara nikolaevi är en nattsländeart som först beskrevs av Wolfram Mey och Jung 1989.  Talgara nikolaevi ingår i släktet Talgara och familjen Apataniidae. Inga underarter finns listade i Catalogue of Life.